# Jörg Breu, o Velho

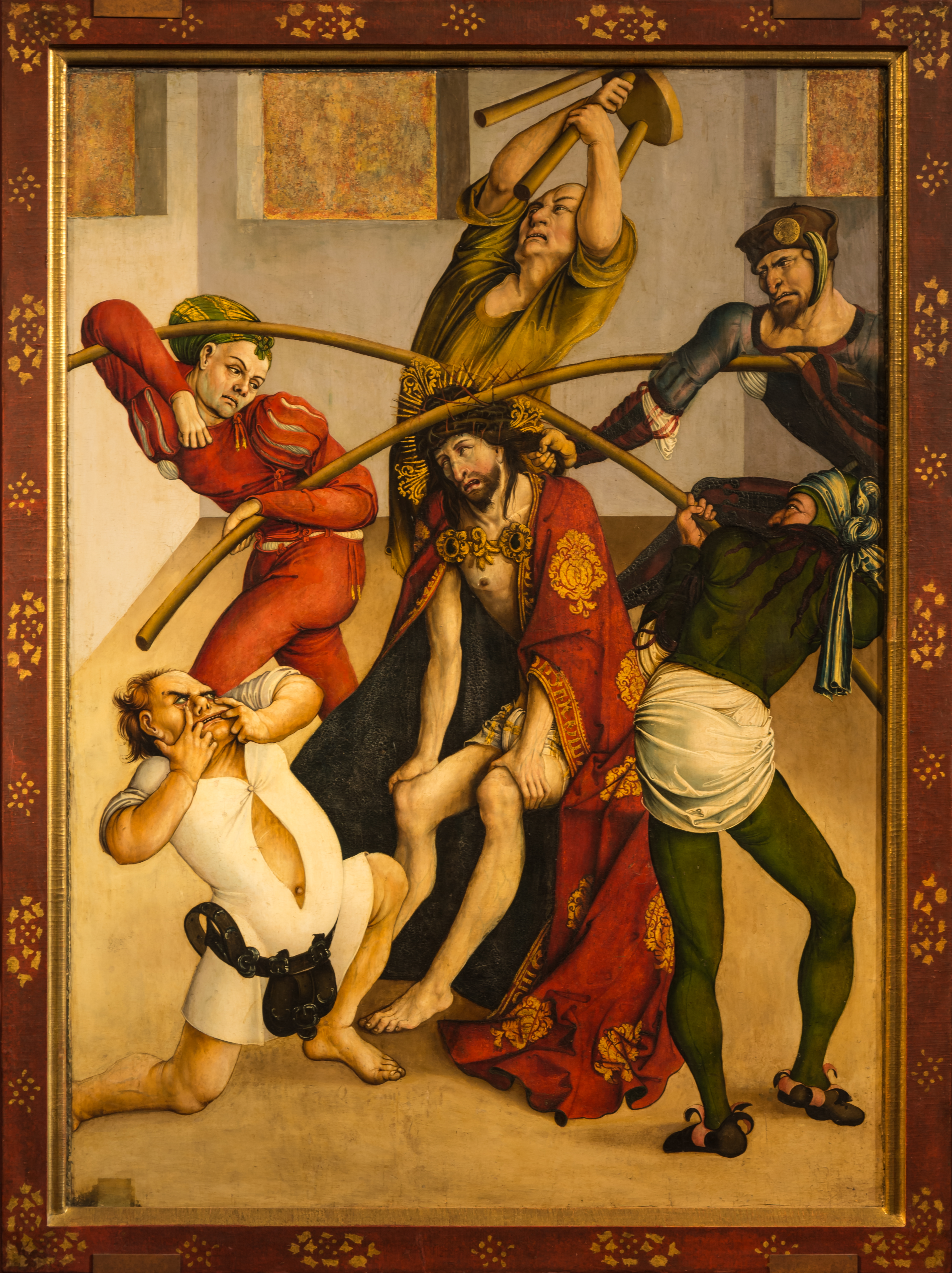
Cristo Coroado com Espinhos

Jörg Breu, o Velho (c. 1475–1537), de Augsburgo, foi um pintor alemão da Escola do Danúbio. Viajou para a Áustria e lá criou vários altares, como o de Melk. Após sua morte, em 1537, seu filho, Jörg Breu, o Jovem continuou a gerir seu ateliê em Augsburgo até sua própria morte 10 anos depois.